# Holzhausen (Bad Salzuflen)
Holzhausen (niederdeutsch: Honnsen) ist der südlichste Ortsteil der Stadt Bad Salzuflen im Kreis Lippe, Nordrhein-Westfalen in Deutschland. Der Ortsteil besteht aus Holzhausen und Sylbach.

## Geografie

### Lage
Holzhausen liegt südlich, etwa sieben Kilometer außerhalb des Salzufler Stadtzentrums. Es grenzt im Westen an den Ortsteil Wülfer-Bexten, im Norden an die Ortsteile Ehrsen-Breden und Schötmar, im Osten an den Ortsteil Grastrup-Hölsen, im Süden an die Stadt Lage und im Südwesten an die Gemeinde Leopoldshöhe. Die Grenze zu Leopoldshöhe wird durch die hier naturnah fließende Werre gebildet.

### Gewässer
Durch Holzhausen fließen – von Westen nach Osten – der Bentgraben, die Werre, der Moddenbach sowie die Bega. Neben zwei Weihern gibt es im Norden Holzhausens den Hartigsee und den Krietfeldsee.

### Schutzgebiete
In Holzhausen sind die drei Landschaftsschutzgebiete „Hartigsee“, „Moddenbach“ und „Werre oberhalb Schötmar“ ausgewiesen. Das Ostufer der Werre einschließend liegt im Westen des Ortsteils das 2002 eingerichtete Naturschutzgebiet „Holzhauser Bruch“. Die Bega im Bereich Holzhausen ist Teil des Landschaftsschutzgebietes Beganiederung.

## Geschichte
Bei Begehungen gefundene Feuersteine und Abschlagstichel sind Zeugen einer Besiedlung schon während der Mittelsteinzeit im Gebiet des heutigen Bad Salzufler Ortsteils Holzhausen.
| Zeit                                     | Fundort/e                     | Funde und Gräber                                                                                   | Siedlungen                                                                                |
| ---------------------------------------- | ----------------------------- | -------------------------------------------------------------------------------------------------- | ----------------------------------------------------------------------------------------- |
| Mittelsteinzeit 12.000 bis 4.000 v. Chr. | am Unterlauf des Moddenbachs  | Steinwerkzeuge                                                                                     |                                                                                           |
| Jungsteinzeit 4.000 bis 1.800 v. Chr.    | Bahnhof Sylbach am Hartigshof | zwei Steinbeile Scherben von Tongefäßen                                                            |                                                                                           |
| Bronzezeit 1.800 bis 800 v. Chr.         | auf der Himmelsburg           | Urnenfriedhof: Flachgräber mit Brandbestattungen                                                   |                                                                                           |
| Eisenzeit 800 v. Chr. bis 5. Jh. n. Chr. | Holzhauser Bruch Hartigshof   | Urnenfriedhof: Flachgräber mit Brandbestattungen Brandgrubengräber: Knochen, Scherben, Eisenmesser |                                                                                           |
| Cheruskerzeit 1. Jh. n. Chr.             | Holzhauser Bruch              | | Kulturschicht mit Grundriss eines Bauwerks, Scherben, Spinnwirtel, Webegewichte           |
| 6. Jh. n. Chr.                           | Hohe Kluns Lindemannsheide    | Körperbestattung: Beigefäß, Armreif, Gürtelschnallen, Zierröllchen aus Bronze                      |                                                                                           |
| Sachsenzeit 7. Jh. n. Chr.               | beim Hartigshof               | | Nebengebäude eines sächsischen Hofs: Küchengrube, Herdstelle, zwei zerschlagene Kochtöpfe |

Die Entstehung der Orte mit -hausen wird von der Forschung im 8. Jahrhundert, die Zeit der sächsischen Siedlungsperiode, angesetzt. Holzhausen dürfte somit weit über eintausend Jahre alt sein. 1306 wird der Ort als Holthosen erstmals schriftlich erwähnt.
Seit dem 1. August 1896 bestand im Lindemannsbusch eine erste Posthilfsstelle in Holzhausen.
Der Ortsteil Sylbach wurde erst im 20. Jahrhundert auf dem Gebiet des ehemaligen Rittergutes Sylbach gegründet.
Während des Ersten Weltkriegs (1914–1918) fielen 60 Holzhauser Bürger, nach dem Zweiten Weltkrieg (1939–1945) beklagten die Hinterbliebenen 147 Tote, die den Folgen des Nationalsozialismus zum Opfer gefallen waren.
Am 1. Januar 1969 wurde Holzhausen ein Ortsteil der neuen Stadt Bad Salzuflen. Man zählte 2865 Einwohner = 343 Einwohner je Quadratkilometer (zum Vergleich Bad Salzuflen gesamt: 479 Einwohner/km²).

### Bevölkerungsentwicklung
| Jahr      | 1807 | 1835 | 1848 | 1855 | 1861 | 1867 | 1871 | 1885 | 1895 | 1901 | 1905 | 1910 | 1935 | 1962 | 1969 | 1970 |
| Einwohner | 578  | 905  | 1016 | 1020 | 1059 | 1001 | 1113 | 963  | 914  | 898  | 900  | 956  | 1517 | 2419 | 2865 | 3085 |

### Namen
Neben der Ersterwähnung als Holthosen (1306) sind folgende Schreibweisen für Holzhausen im Laufe der Jahrhunderte historisch belegt: Holthusen (1364; 1409; 1488, im Landschatzregister), Holthusin (1507, im Landschatzregister), Holthussen (auch 1507), Holdthusen (1590, im Landschatzregister), Holtzhusen (1617, im Salbuch), Holtzhaußen (1618 im Landschatzregister) und Holtzhausen (1758). Auf Plattdeutsch heißt der Ort Honnsen.
Sylbach wurde erstmals 1191 als Sulbike schriftlich erwähnt. Weitere, belegte Namen sind neben zwei Dialektformen (Sylbke und Sülbke) Sulbeke (nach 1241; 1360), Ouersulbeke (1386, im Friedenesgeldverzeichnis), Sulbike und Sulbecke (beide 1494), Sülbecke (1544), Sulbeck (1562, im Landschatzregister), Sülbach (1566; 1617; 1726), Sülbeck (1627) und Silbach (1790).

## Politik
Am 10. April 1919 wurde der erste Holzhauser Gemeinderat gewählt.
Der heutige Ortsausschuss Holzhausen-Hölsen wird neben dem Vorsitzenden, Hans-Joachim Lücking, und seinem ersten Stellvertreter, Robin Meier (SPD), durch die OA-Mitglieder Gabriele Bröker (SPD), Hans-Hermann Hilmer (CDU) und Sabine Reineknecht (AfD) im Rat der Stadt Bad Salzuflen vertreten.

## Kultur und Sehenswürdigkeiten

### Religion

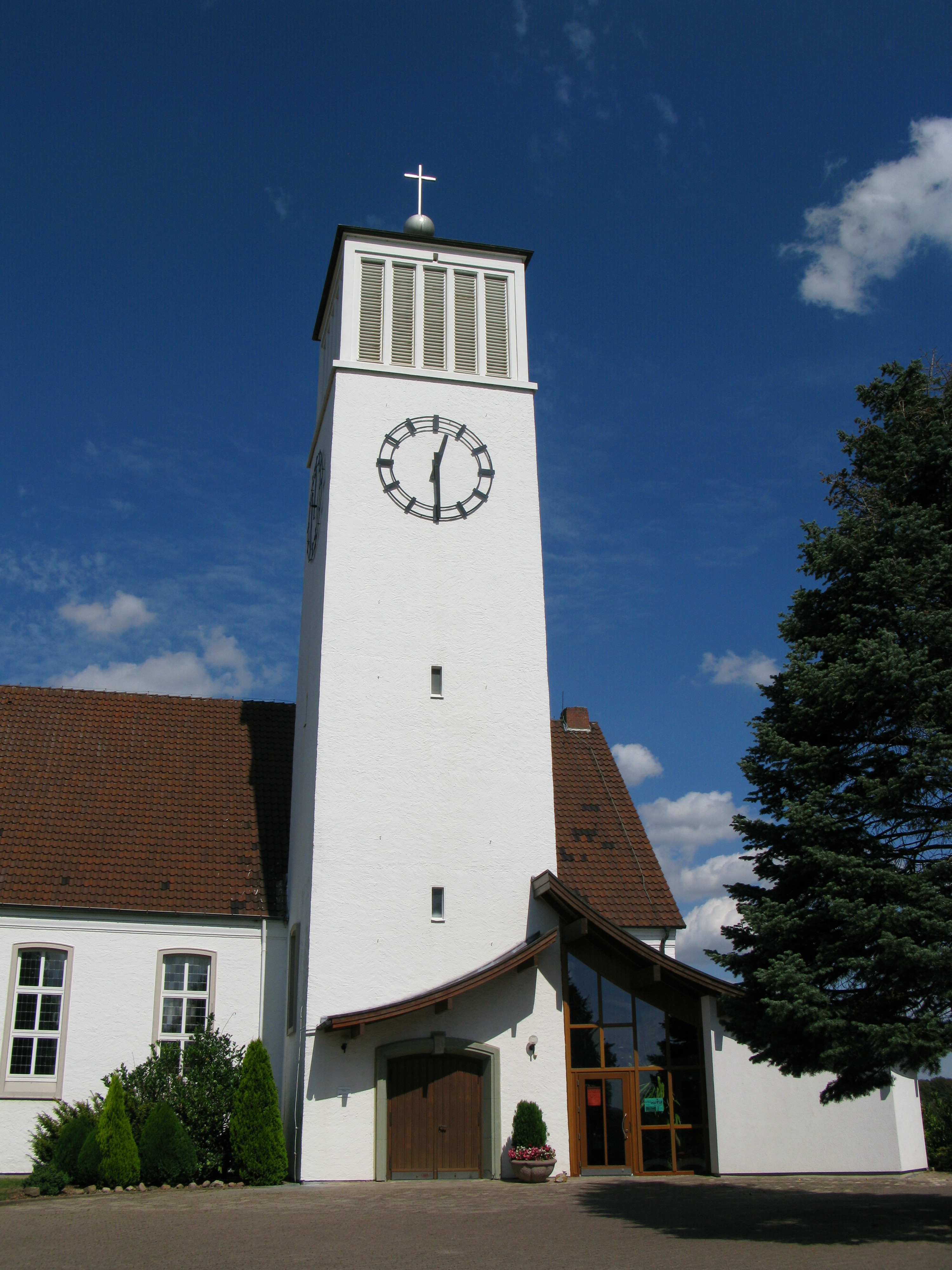
Kirche in Sylbach

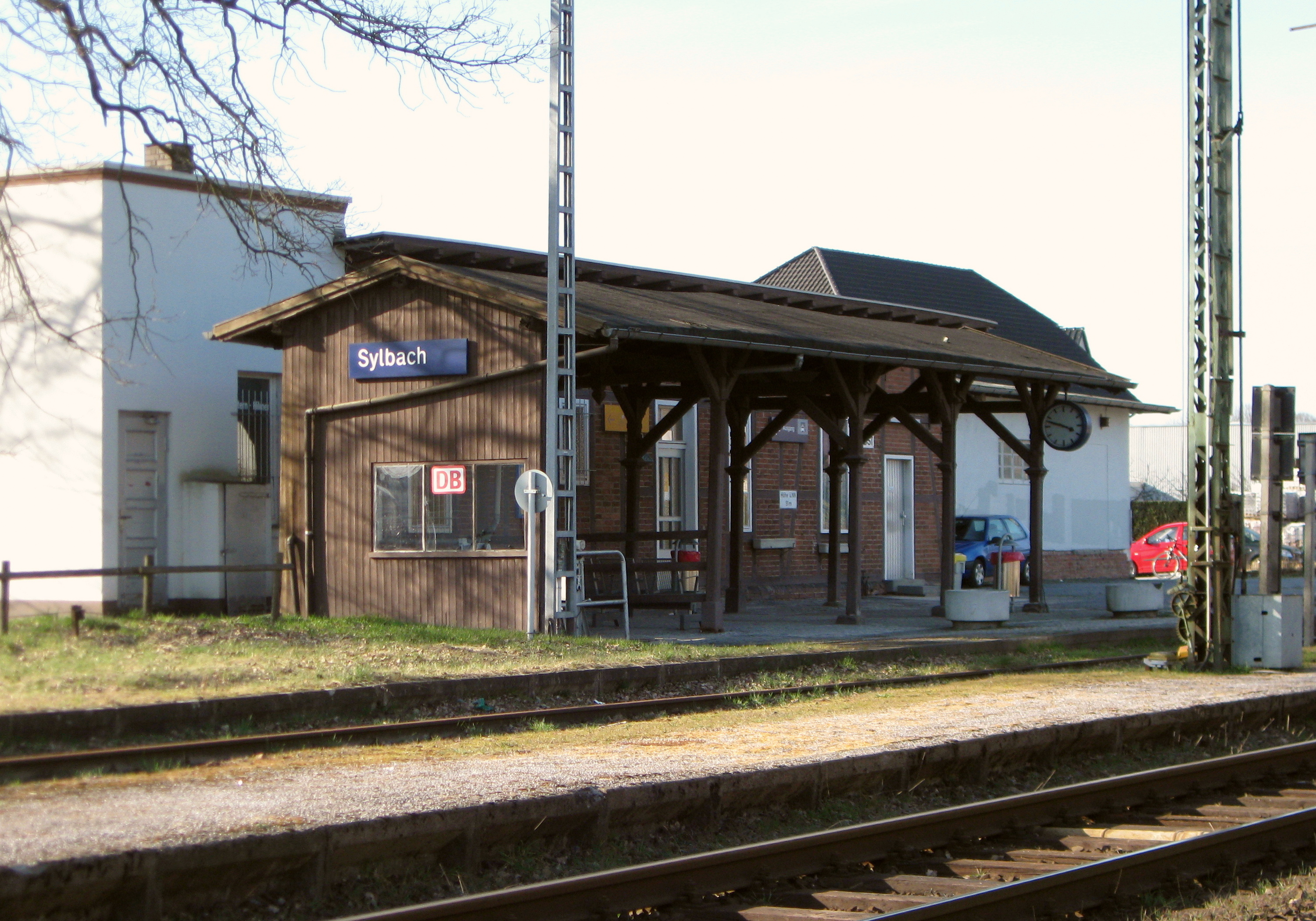
Haltepunkt „Bad Salzuflen-Sylbach“

In Sylbach gibt es eine evangelisch-reformierte Kirche. Die Kirchengemeinde umfasst auch das angrenzende Lage-Waddenhausen.

### Baudenkmäler
Folgende Bauwerke in Holzhausen sind in der Denkmalliste der Stadt Bad Salzuflen eingetragen; Grundlage für die Aufnahme war das Denkmalschutzgesetz Nordrhein-Westfalen (DSchG NRW):
- Bahnsteighalle, Sylbacher Straße 231 (Denkmalnummer: 49 / Aufnahme: 1988)
- Haus, Max-Planck-Straße 76 (133 / 91)
- Haus, Meierweg 2 (200 / 1993)
- Hofanlage mit Brunnenhaus, Heerserheider Straße 58/58 a (201 / 2006)
- Haus, Heerserheider Straße 38 (227 / 1991)

## Wirtschaft und Infrastruktur

### Verkehr

#### Straße
Der Ort Holzhausen ist über die Landesstraße 967 (nach Retzen und Leopoldshöhe bzw. Oerlinghausen) sowie die Bundesstraße 239 nach Detmold bzw. zur Ostwestfalenstraße und weiter zur Bundesautobahn 2 an das überregionale Straßennetz angebunden.

#### Schienen- und Busverkehr
Der am 1. Mai 1900 als Bahnhof Sylbach eröffnete Haltepunkt Bad Salzuflen-Sylbach liegt an der Bahnstrecke Herford–Altenbeken. Er wird im Stundentakt von der RB 72 „Ostwestfalen-Bahn“ Herford–Lage–Detmold–Altenbeken–Paderborn bedient, die von der Eurobahn betrieben wird. Am Haltepunkt befindet sich auch eine Blockstelle; im denkmalgeschützten Holzgebäude befindet sich u. a. die Mechanik für die ehemals von Hand betriebene Bahnschranke.
Holzhausen ist durch den Stadtbus Bad Salzuflen Linie 942 an das Stadtzentrum angeschlossen. Außerdem fahren Regionalbusse nach Lage und im Schülerverkehr bzw. als Anruflinie zum zentralen Busbahnhof Bad Salzuflen sowie Anrufbusse nach Leopoldshöhe. Der ÖPNV Bad Salzuflens (und damit auch Holzhausens) gehört zum Tarifverbund Westfalentarif. Landesweit gilt der der NRW-Tarif, bundesweit der Deutschlandtarif. Ebenfalls berechtigt das Deutschlandticket zur Fahrt mit dem ÖPNV.

### Bildung
In Holzhausen gibt es zwei Kindergärten – eine Einrichtung der PariSozial im Grützeweg und die von der AWO geführte Einrichtung im Alt-Sylbacher Weg – sowie die Städtische Grundschule.

### Kultur
Seit den 1940er Jahren bis 1960 betrieb Eduard Bruns die Scala-Lichtspiele in der Lageschen Straße 130, ein Saalbau mit zunächst 200, zuletzt mit 250 Plätzen.